# クローク

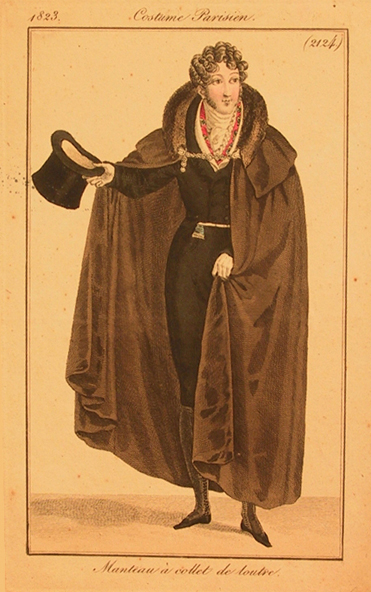
クローク（マント）。

クローク (英語: cloak) は、袖のない外套。マントとの区別はあいまいだが、マントよりは、体を包み込むものという意味合いが強い。クロークより短く、下半身をあまり覆わないものは、ケープと呼ばれる。
語源はフランス語で釣鐘という意味のクロシュ (cloche) またはクローク (cloque) で、クロークを着た外見が釣鐘のように見えることから。

## 派生
- ホテルやコンサートホールなどの手荷物一時預かり所をクロークルームと呼ぶが、これは元来歌劇場などにおいて、外套類を預かることが多かったことからの命名である。日本語では、クロークルームを略して単に「クローク」と呼ぶことも多い。
- 英語 cloak はまた「覆い隠す」という動詞でもある。SFテレビドラマ『スタートレック』には cloaking device 「クローキングデバイス」という不可視化装置が登場する。